# Medicago glomerata
Medicago glomerata är en ärtväxtart som beskrevs av Giovanni Battista Balbis. Medicago glomerata ingår i släktet luserner, och familjen ärtväxter. Inga underarter finns listade i Catalogue of Life.

## Bildgalleri

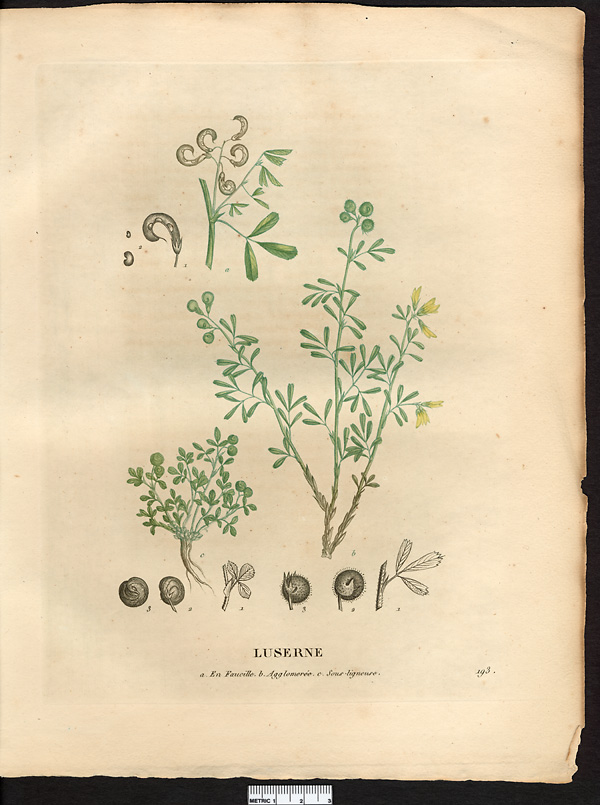
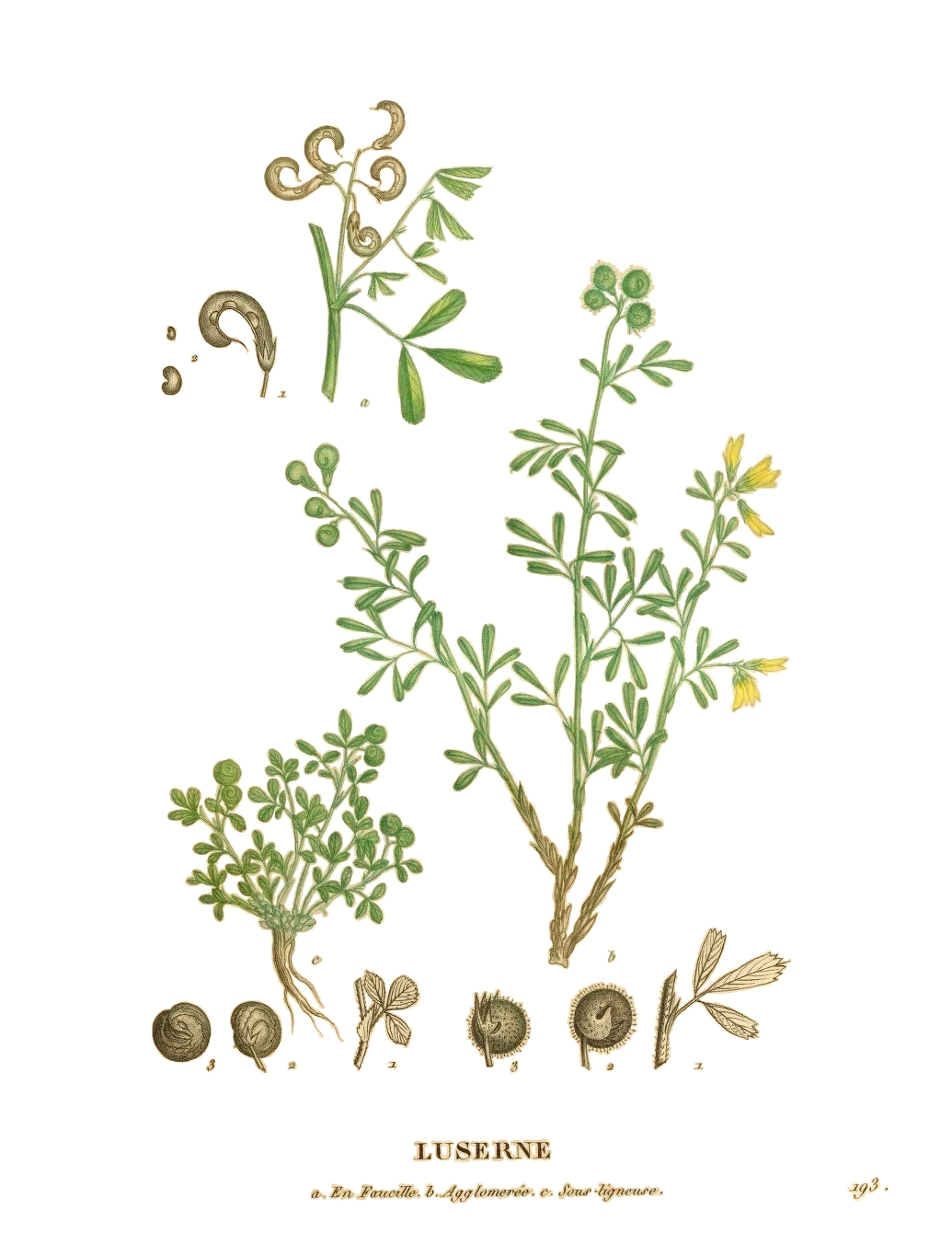